# هیرام کله‌شق
هیرام کله‌شق (انگلیسی: Hickory Hiram) یک فیلم صامت کمدی آمریکایی است که در سال ۱۹۱۸ منتشر شد. از بازیگران این فیلم می‌توان به استن لورل، تدی سَمپسون، نیل برنز و بارتین بورکت اشاره کرد.مشخص نیست که آیا نسخه‌ای از این فیلم باقی مانده یا خیر.